# 霊源惟清
霊源惟清（れいげん いせい）は、宋で活動した臨済宗黄龍派の禅傑である。黄龍下3世。字は覚天。諡号を仏寿禅師という。

## 生涯
洪州武寧県で誕生した。俗姓は陳氏。齢17の時、延恩院法安に就いた後、洪州黄龍山の晦堂祖心に師事してその法を嗣いだ。同郷の黄庭堅ほか、多くの文人墨客と交友があったという。舒州太平禅院に招かれた後、黄龍山に戻り崇恩寺の席を薫した。病を得て照黙堂に移り、15年を経た後に無生常住真帰告銘を記し、政和7年9月18日（1117年10月15日）に遷化し、諡号仏寿禅師を賜った。法嗣は長霊守卓ら11名を数える。語録として霊源清禅師語要がある。